# Aleksandr Boczkariow
Aleksandr Pankratjewicz Boczkariow (ros. Александр Панкратьевич Бочкарёв, ur. 13 grudnia 1908 we wsi Nowo-Spasskoje w guberni symbirskiej, zm. 14 kwietnia 1985 w Saratowie) – radziecki działacz partyjny i państwowy.

## Życiorys
1930-1932 służył w Armii Czerwonej, od 1931 członek WKP(b), 1932-1933 przewodniczący rejonowej Rady Towarzystwa Pomocy Obronie i Budownictwu Lotniczemu i Chemicznemu w Kraju Środkowo-Wołżańskim. Od 1933 do czerwca 1935 instruktor rejonowego komitetu WKP(b), 1935-1937 pełnomocnik Ludowego Komisariatu Zapasów ZSRR w rejonie nowo-spasskim w Kraju Środkowo-Wołżańskim, 1937-1938 II sekretarz Nowo-Spasskiego Komitetu Rejonowego WKP(b) (obwód kujbyszewski), od 1938 do lipca 1941 I sekretarz Czapajewskiego Komitetu Rejonowego WKP(b) w obwodzie kujbyszewskim. Od lipca 1941 do listopada 1942 zastępca przewodniczącego Komitetu Wykonawczego Kujbyszewskiej Rady Obwodowej, od listopada 1942 do stycznia 1943 szef Sektora Politycznego Penzeńskiego Obwodowego Oddziału Rolnego, od stycznia do sierpnia 1943 zastępca szefa Zarządu Politycznego Ludowego Komisariatu Rolnictwa ZSRR. Od sierpnia 1943 do listopada 1944 słuchacz Wyższej Szkoły Organizatorów Partyjnych przy KC WKP(b), od listopada 1944 do czerwca 1946 I zastępca przewodniczącego Komitetu Wykonawczego Kujbyszewskiej Rady Obwodowej, od 28 czerwca 1946 do 30 grudnia 1948 przewodniczący Komitetu Wykonawczego Kujbyszewskiej Rady Obwodowej, 1948-1949 słuchacz kursów przy KC WKP(b). Od 5 marca 1949 do 28 kwietnia 1952 I sekretarz Komitetu Obwodowego WKP(b) w Uljanowsku, 1952 instruktor KC WKP(b), 1955 ukończył Wyższą Szkołę Partyjną przy KC KPZR, od 1955 do grudnia 1962 przewodniczący Komitetu Wykonawczego Saratowskiej Rady Obwodowej. Od 31 października 1961 do 30 marca 1971 zastępca członka KC KPZR, od stycznia 1963 do grudnia 1964 I sekretarz Saratowskiego Wiejskiego Komitetu Obwodowego KPZR, 1964 zaocznie ukończył technikum rolnicze im. Timiriazewa, 1964-1971 przewodniczący Komitetu Wykonawczego Saratowskiej Rady Obwodowej, następnie na emeryturze. Deputowany do Rady Najwyższej ZSRR 2, 3, 6 i 7 kadencji.